# Andreas Wellano

Andreas Wellano 2010

Andreas Wellano (* 21. November 1948 in Basel) ist ein deutscher Theater- und Filmschauspieler.

## Leben
Wellano wurde als Sohn eines deutschen Vaters und einer französischen Mutter und als Großneffe der Komikerin Liesl Karlstadt (bürgerlicher Name: Elisabeth Wellano) geboren. Er wuchs zunächst im Elsass auf, besuchte später das Humboldt-Gymnasium Ulm. Nach dem Abitur 1968 absolvierte er eine Schauspielausbildung in München. In den 1970er und 1980er Jahren spielte er in Frankfurt am Main am Theater am Turm, nach dessen Schließung bei der Schlicksupp Theatertrupp und an Theatern in Bonn, Bremen und Heidelberg.
Seit 1989 ist Andreas Wellano gemeinsam mit seiner Lebenspartnerin Angelika Sieburg am von beiden gemeinsam gegründeten Wu Wei Theater Frankfurt als künstlerischer Leiter, Schauspieler und Regisseur tätig.
Im Jahr 2013 war Wellano als Darsteller des Karl May in dem Stück Durchgeritten – Alles von Karl May auf Tournee.

## Filmografie
- 1982, 1998: Ein Fall für zwei (Fernsehserie, zwei Folgen: „Nervenkrieg“ und „Die letzte Rate“)
- 1985: Beinah Trinidad, Regie: Oliver Storz
- 1986: Lenz oder die Freiheit
- 1991: Go Trabi Go
- 1992: 5 Zimmer, Küche, Bad
- 1993: Ausgespielt, Regie: Rolf Silber
- 1996: Singles, Fernsehserie, zwei Folgen, Regie: Klaus Gietinger und E. Riedelsberger
- 1997: Die Bubi-Scholz-Story
- 1999: Nichts als die Wahrheit
- 2000: Mord am Fluss (Fernsehreihe, 1 Folge)
- 2000: Der Bebuquin – Rendezvous mit Carl Einstein, Regie: Lilo Mangelsdorff
- 2001: Die Meute der Erben
- 2002: Voll korrekte Jungs, Regie: Rolf Silber
- 2005: Was für ein schöner Tag, Regie: Rolf Silber
- 2007: Sehnsucht nach Rimini
- 2007: Ein Teufel für Familie Engel
- 2008/2009: Diverse Folgen Verbotene Liebe
- 2009: Pasticcio, Kurzfilm, Regie: Kay Kienzler
- 2010: Ein ruhiges Leben – Die Mafia vergisst nicht (Una vita tranquilla)
- 2010: Im Schatten des Pferdemondes, Regie: Michael Steinke
- 2011: Der Staatsanwalt Folge: Spiel des Todes
- 2011: Männer ticken, Frauen anders, Regie: Rolf Silber
- 2012: Die Jagd nach dem Bernsteinzimmer
- 2012: Ein Sommer im Elsass
- 2015: Heldt Folge: Ein König, zwei Damen

In dem bekannten Werbespot Sorry für die Mercedes-Benz E-Klasse spielte Wellano den Gevatter Tod. Es wurde gemutmaßt, dass er wegen seiner Ähnlichkeit zu dem VW-Aufsichtsratschef Ferdinand Piëch für diese Rolle ausgewählt worden sei.